# Tour Pleyel
 Tour Pleyel è un grattacielo di uso misto, sia residenziale che commerciale, situato nel comune di Saint-Denis nella periferia di Parigi, in Francia.   

## Caratteristiche
Inaugurata nel 1972, la torre è alta 129 metri. Nella parte superiore è presente un grande cartello pubblicitario girevole, attivo dal 1997 (l'annuncio è stato inizialmente per Philips, poi per Siemens dal 2006 al 2013, ed attualmente per Kia Motors ). Compreso quel cartello pubblicitario, l'altezza totale della torre è di 143 m. 
La torre è stata costruita nell'antica sede delle fabbriche Pleyel et Cie . Diversi progetti sono stati proposti dal 1959. Quello che era stato adottato stava progettando la costruzione di 4 torri identiche nel mezzo di un grande parco urbano di 4 ettari. Furono persino fatti piani per eliporti sui tetti delle torri. È stata costruita solo una delle torri originariamente progettate. 
La torre si trova vicino alla stazione della metropolitana di Carrefour Pleyel sulla linea 13 .